# 9 to 5 (Sheena-Easton-Lied)
9 to 5 (auch Morning Train (9 to 5)) ist ein Lied von Sheena Easton aus dem Jahr 1980, das von Florrie Palmer geschrieben und von Christopher Neil produziert wurde. Es erschien auf dem Album Take My Time.

## Geschichte
Vor 9 to 5 veröffentlichte Sheena Easton den Song Modern Girl, der die höchsten Chartplatzierungen verfehlte. Um ihr Album Take My Time, welches in den Vereinigten Staaten schlicht Sheena Easton hieß, wurden gleich fünf Singles im Jahr 1981 ausgekoppelt. Von denen standen zwei gleichzeitig in den Top 10 – zuvor vollbrachte Ruby Murray diese Leistung im Jahr 1955. Durch diese Marketingstrategie verkaufte sich 9 to 5 am besten und wurde so zu einer der best verkauften Singles im Jahr 1981.
Die Veröffentlichung des Liedes in Europa war am 16. Mai 1980, in den Vereinigten Staaten kam das Lied im Februar 1981 in den Charts. Davor erschien in den Vereinigten Staaten von Dolly Parton das Lied 9 to 5 und um Verwechslungen zu vermeiden, erschien das Lied dort unter dem Titel Morning Train (Nine to Five). Beide Songs schafften es auf Platz 1 in den Vereinigten Staaten und Kanada. Sheena Eastons Popsong war auch in Australien und Neuseeland ein Nummer-eins-Hit. Der Song handelt von einer Frau, die den ganzen Tag darauf wartet, dass ihr Mann nach Hause kommt.

## Musikvideo
In der Handlung des Musikvideos bietet Sheena Easton das Lied in der besagten Museumsbahn dar. Der Clip wurde auf der Bluebell Railway gefilmt, einer Museumsbahn, die zwischen Ost- und West Sussex, Großbritannien verläuft.

## Rezeption

### Chartplatzierungen
| ChartsChartplatzierungen       | Höchstplatzierung | Wochen |
| ------------------------------ | ----------------- | ------ |
| Schweiz (IFPI)                 | 3 (8 Wo.)         | 8      |
| Vereinigte Staaten (Billboard) | 1 (21 Wo.)        | 21     |
| Vereinigtes Königreich (OCC)   | 3 (15 Wo.)        | 15     |

| ChartsJahrescharts (1981)      | Platzierung |
| ------------------------------ | ----------- |
| Vereinigte Staaten (Billboard) | 12          |

### Auszeichnungen für Musikverkäufe
| Land/Region                  | Auszeichnungen für Musikverkäufe (Land/Region, Auszeichnung, Verkäufe) | Verkäufe  |
| ---------------------------- | ---------------------------------------------------------------------- | --------- |
| Vereinigte Staaten (RIAA)    | Gold                                                                   | 1.000.000 |
| Vereinigtes Königreich (BPI) | Gold                                                                   | 500.000   |
| Insgesamt                    | 2× Gold ·                                                              | 1.500.000 |

## Coverversionen
- 1981: Margot Werner (Du lebst nur einmal auf der Welt)
- 1981: Sylvie Vartan (L’amour c’est comme une cigarette – Liveversion)
- 1982: Benny Neyman (Liefde is als een sigaret)
- 1982: Helena Vondráčková (Nac vlastne v puli vzdávat mac)
- 1999: Malediva (Sehnsucht in Frottee)
- 2004: John Peel
- 2021: St. Vincent (My Baby Wants A Baby)